# Freddie Boath
Freddie Boath (Londra, 6 maggio 1991) è un attore britannico.
Ha un fratello più grande, Jack, e una sorella più giovane, Millie. Boath ha studiato recitazione per diversi anni.
È stato il protagonista del film La mummia - Il ritorno, dove interpretava il ruolo di "Alex O'Connel", il figlio di otto anni di Rick ed Evelin.
Nel 2010 ha interpretato re Enrico II d'Inghilterra da giovane, nella serie televisiva I pilastri della Terra.

## Filmografia

### Cinema
- La mummia - Il ritorno (The Mummy Returns), regia di Stephen Sommers (2001)

### Televisione
- Anubis – serie TV
- I pilastri della Terra, regia di Sergio Mimica-Gezzan – miniserie TV (2010)